# Habic, Mureș
Habic (în maghiară Hétbükk) este un sat în comuna Petelea din județul Mureș, Transilvania, România.
Habic este o localitate în județul Mureș. Numele satului a fost dat de ciobani care au găsit pe un deal 7 fagi care în maghiară se numesc hét bükk. Cu mulți ani în urmă, biserica și cimitirul au fost pe un deal. Prima familie care s-a stabilit în Habic a fost familia Tulburi. Casele erau așezate pe un deal deoarece de-a lungul satului era apă. În localitate se află o expoziție a artistei Olivia Tulbure-Strachina. 
Drumul de la Beica la Habic a fost făcut de săteni în 1910, când au tăiat arborii de pe deal și i-au transportat pe șine până în sat.
Habic este un sat mai putin populat, deoarece mortalitatea este mult mai ridicata decat natalitatea. Oamenii satului sunt oameni primitori si harnici. Casele sunt ingrijite, iar inima satului este dominata de scoala, monumentul eroilor si fantana satului. 

## Personalități
- Virgil Bercea (n. 1957), episcop greco-catolic

## Imagini

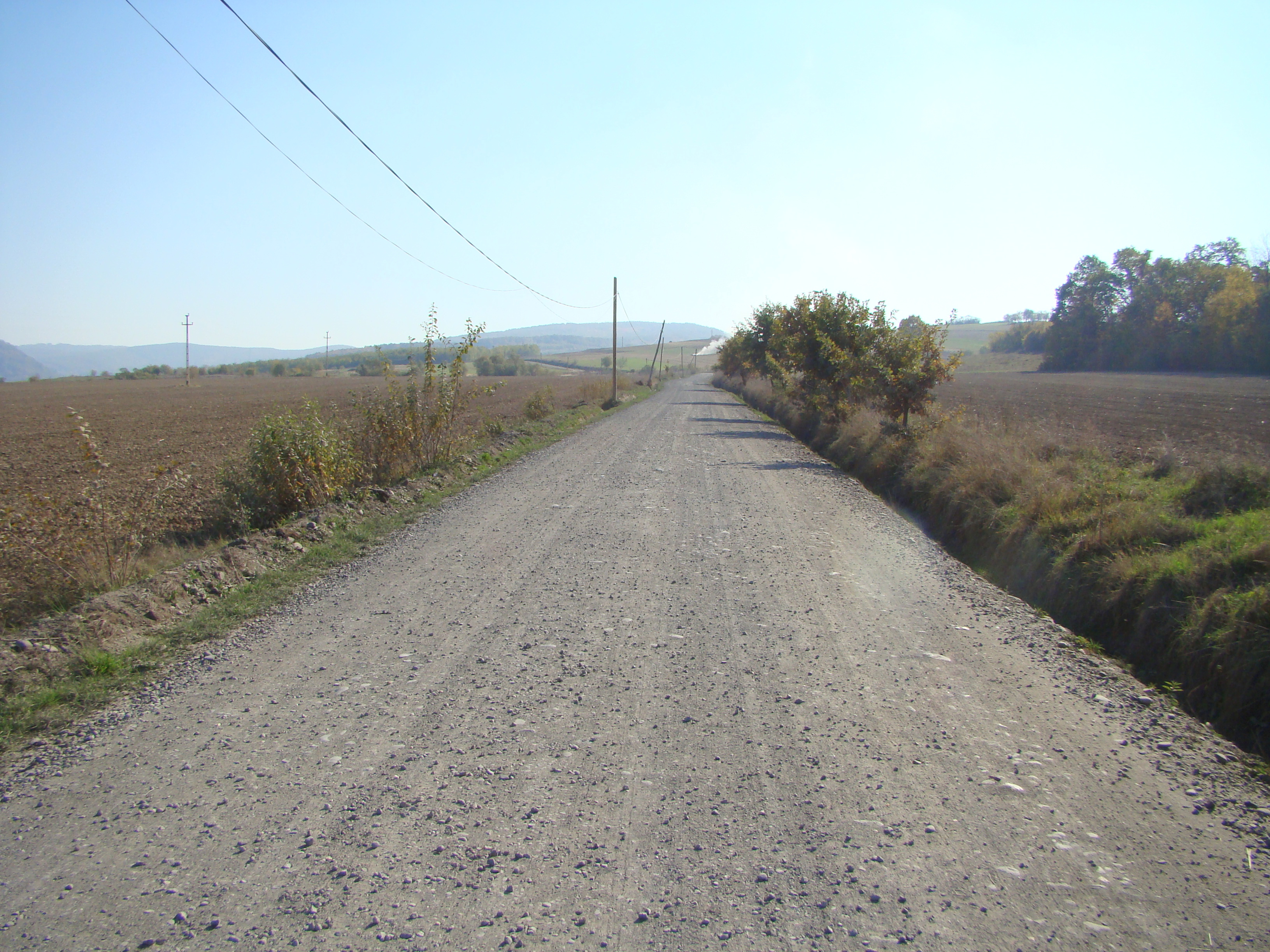
Drumul Beica de Jos-Habic
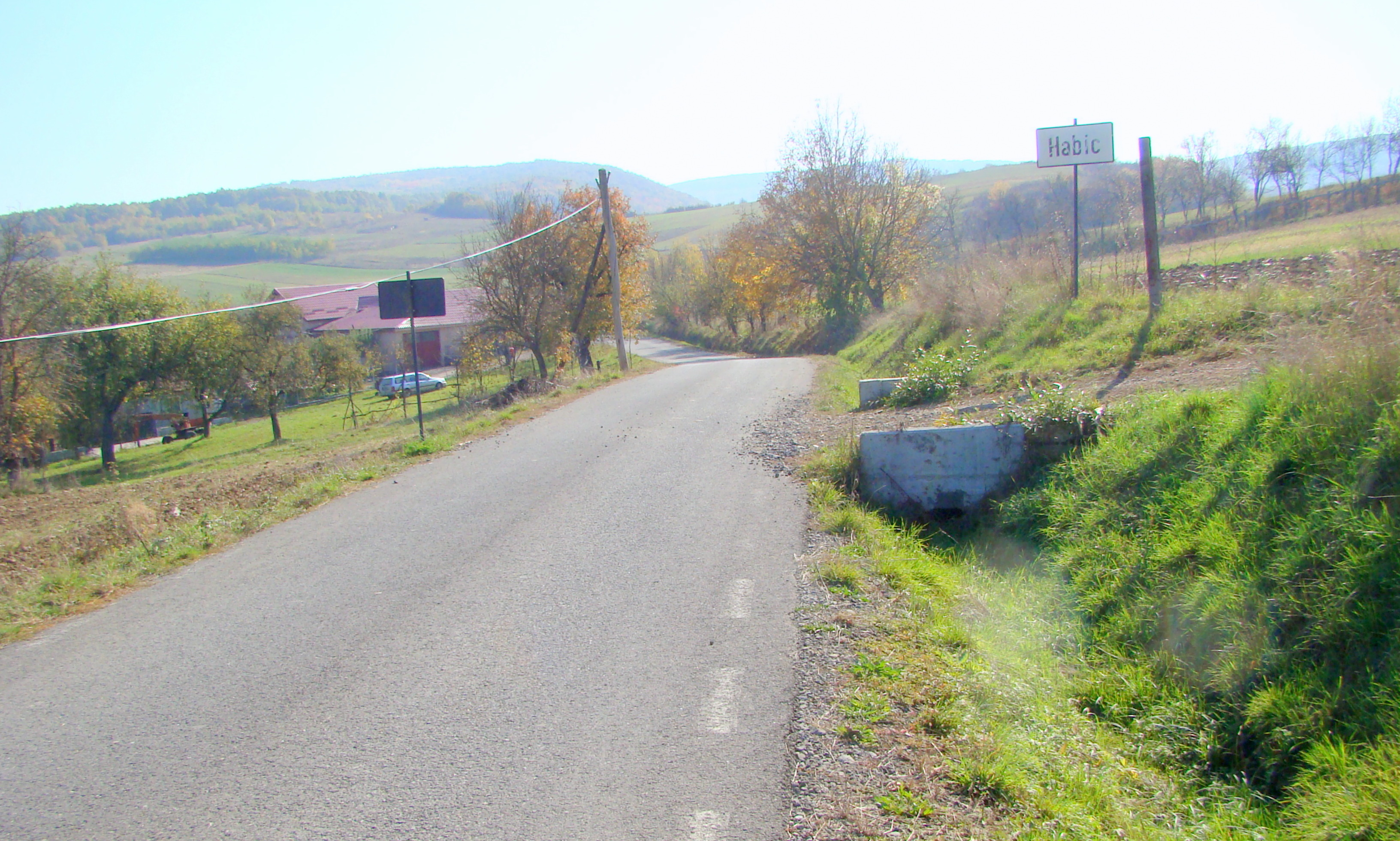
Intrarea în localitate
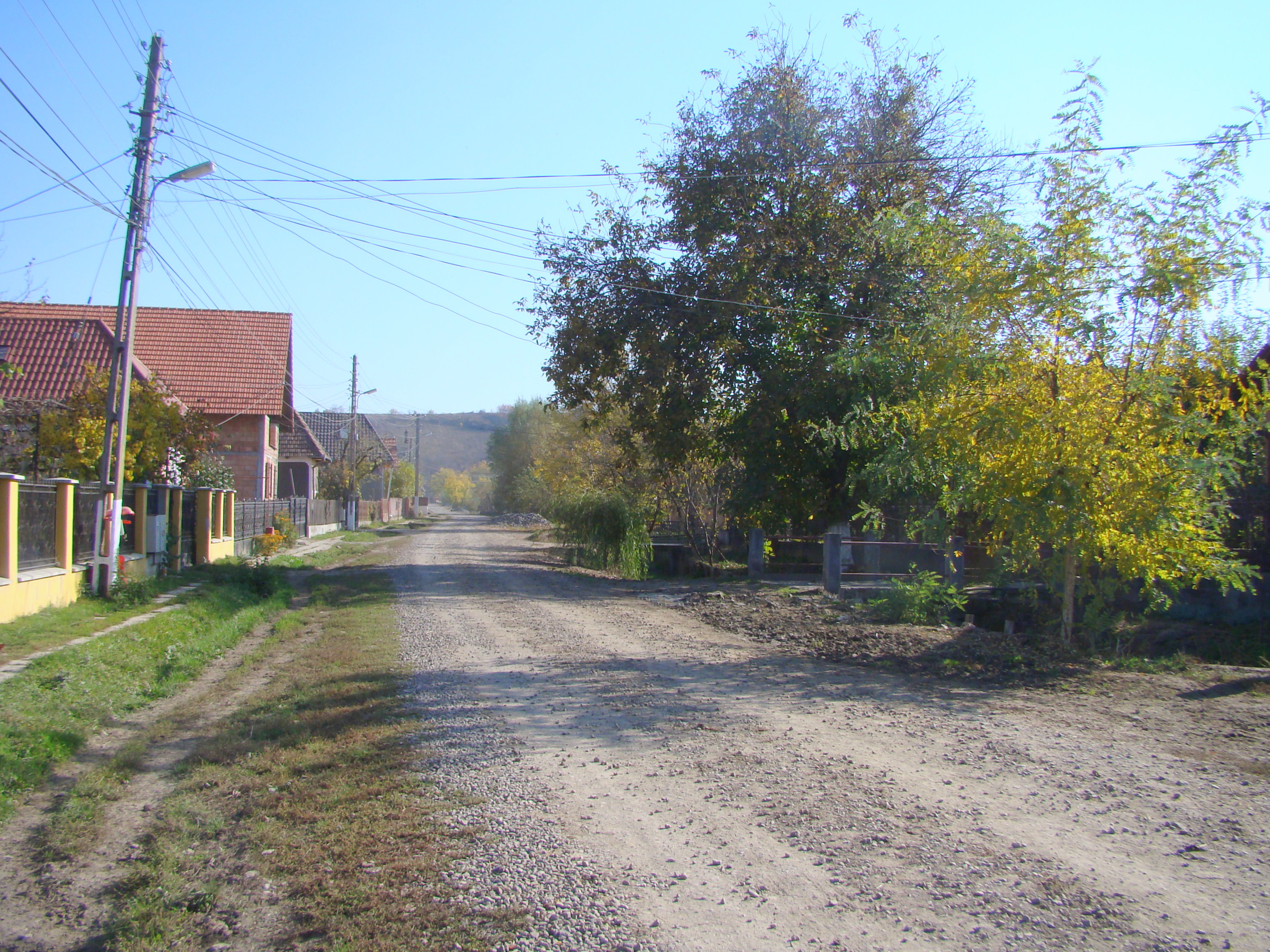
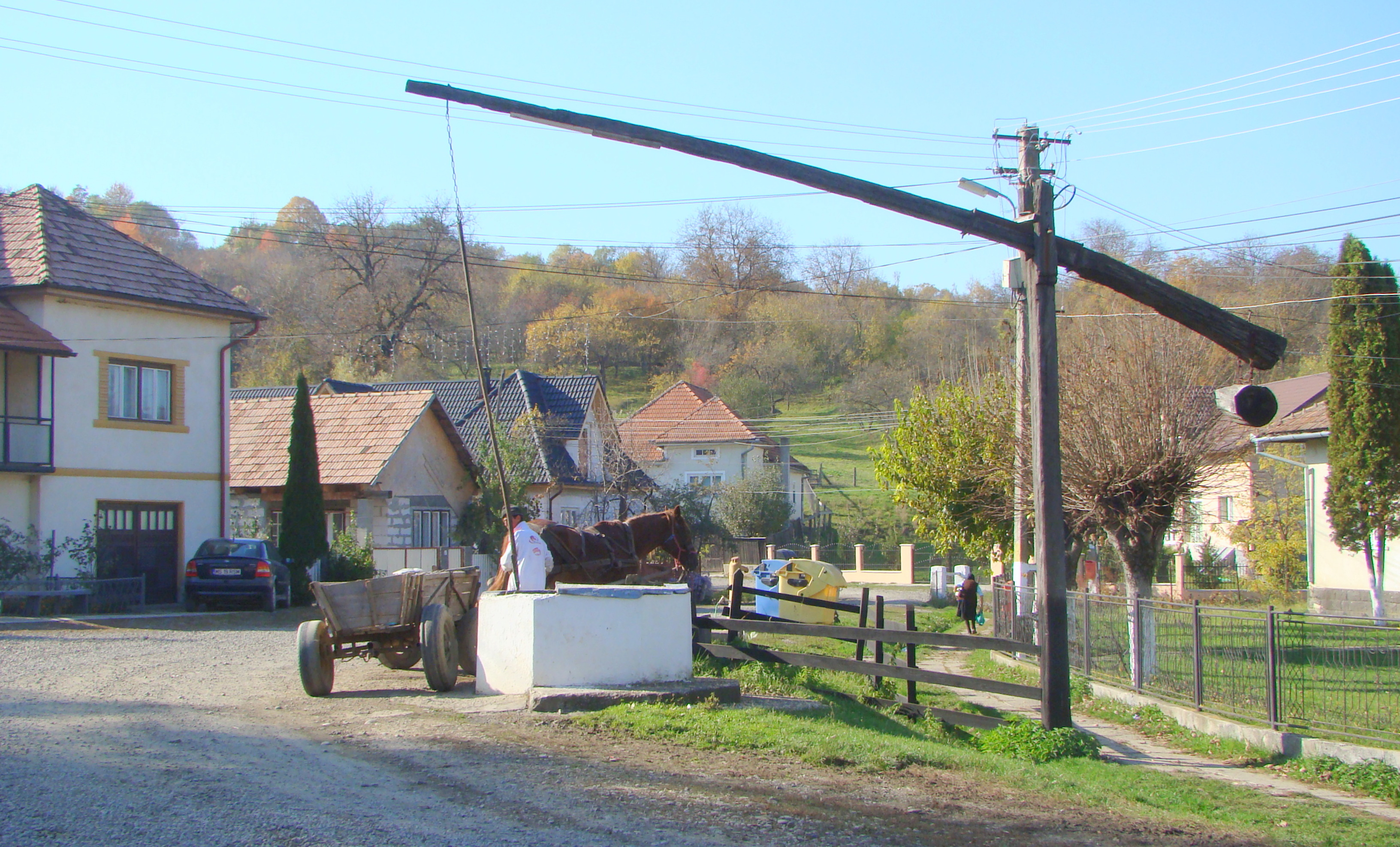
Fântâna cu cumpănă
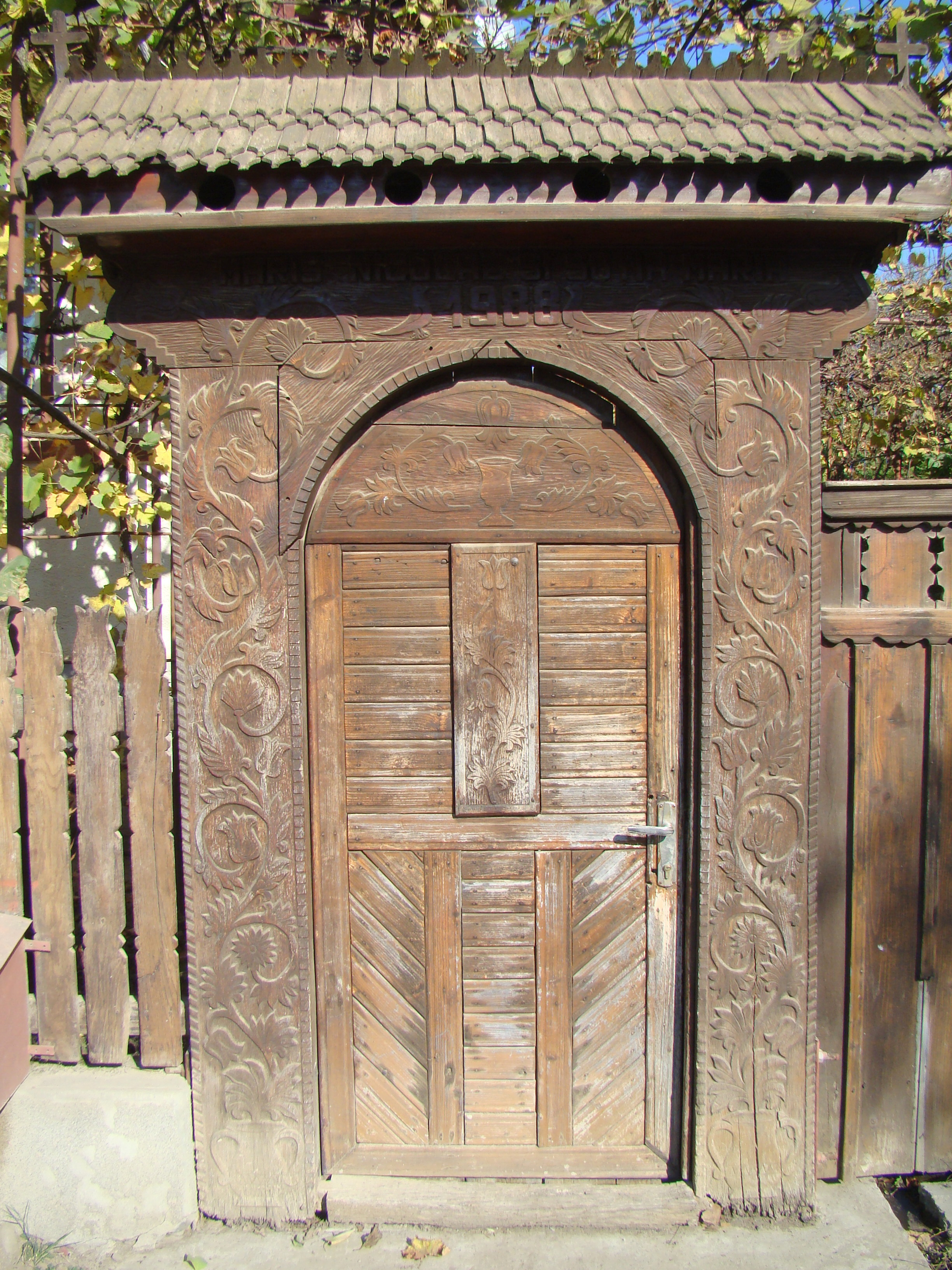
Poartă de lemn
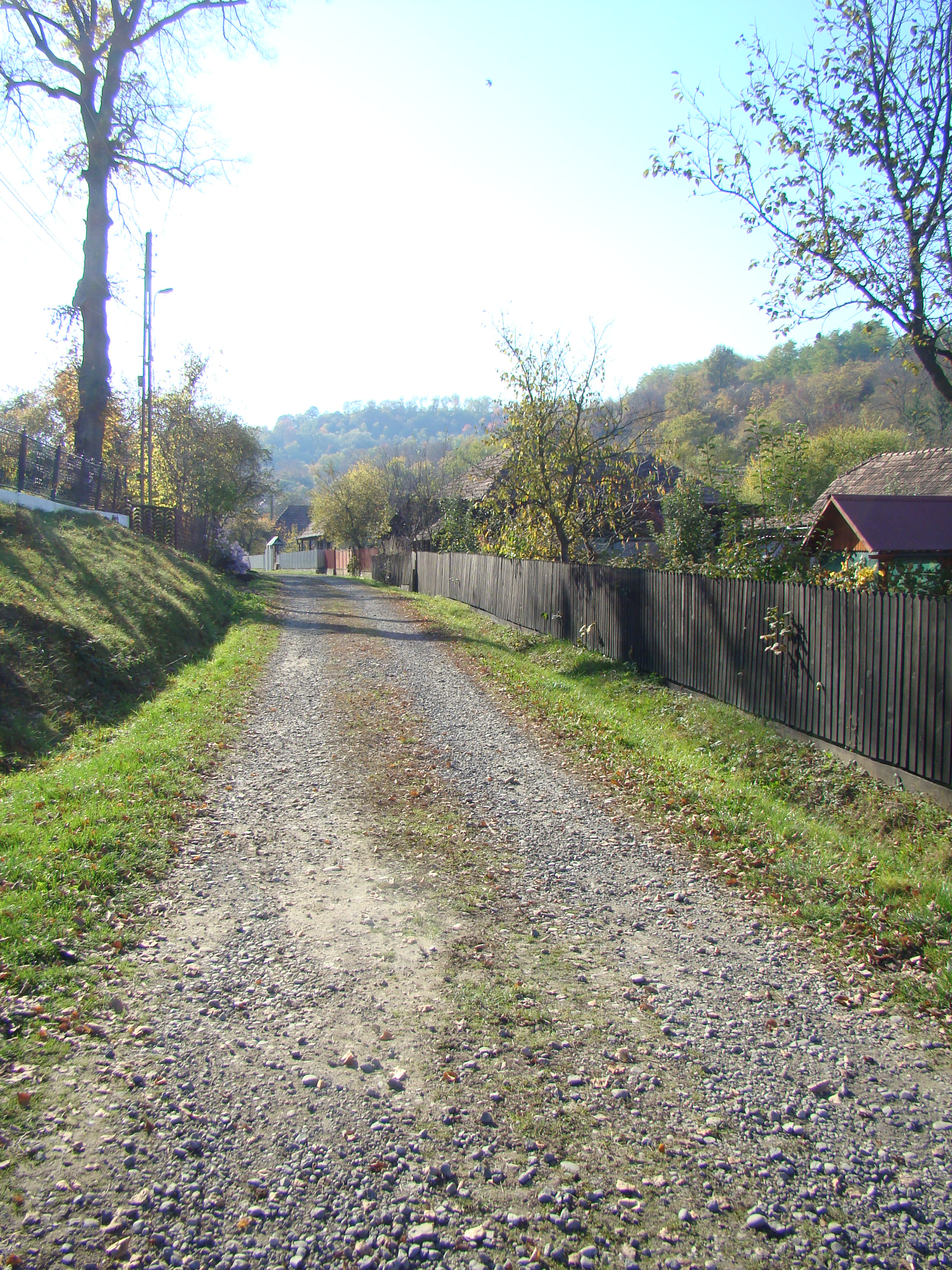
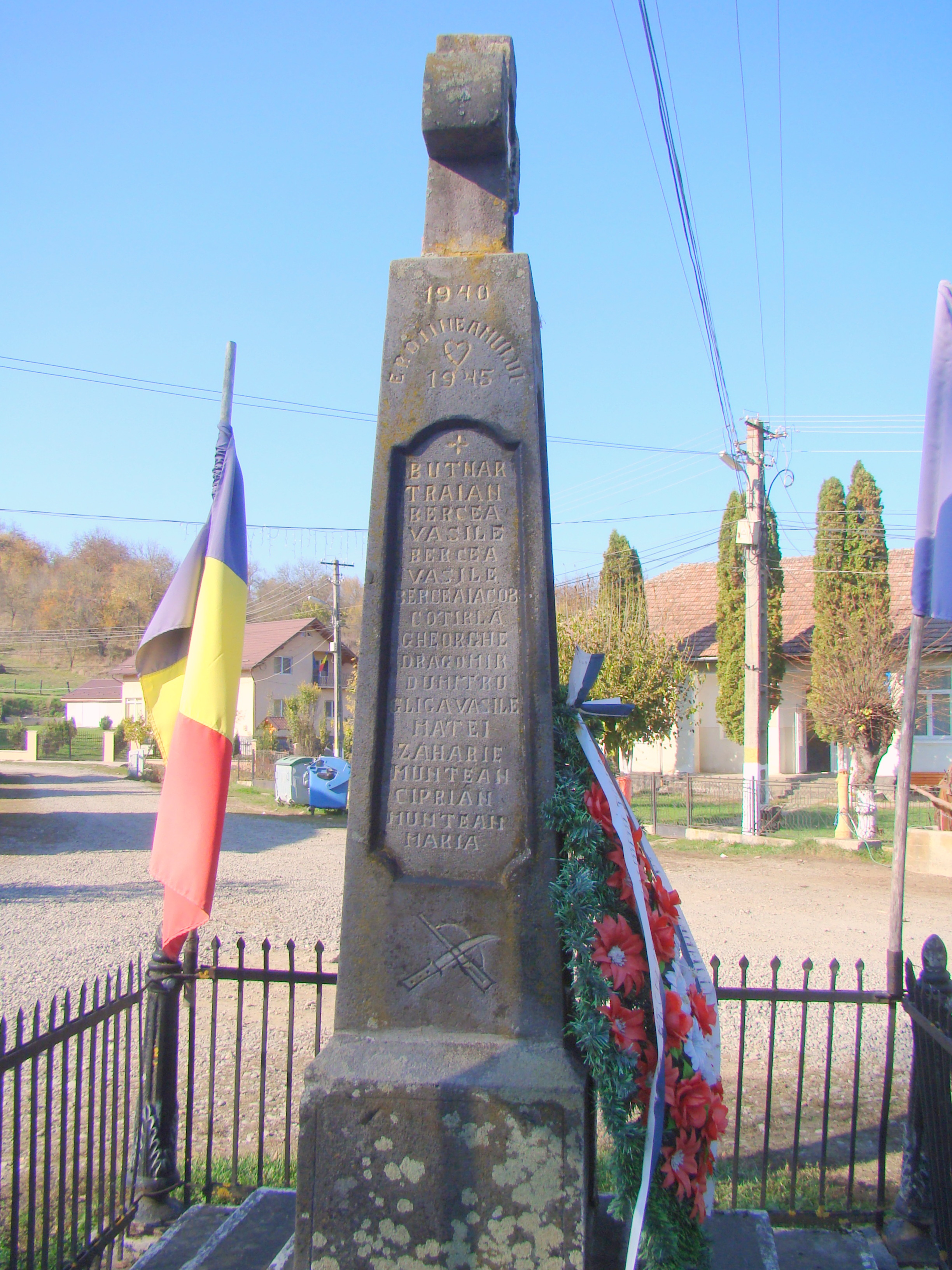
Monumentul eroilor
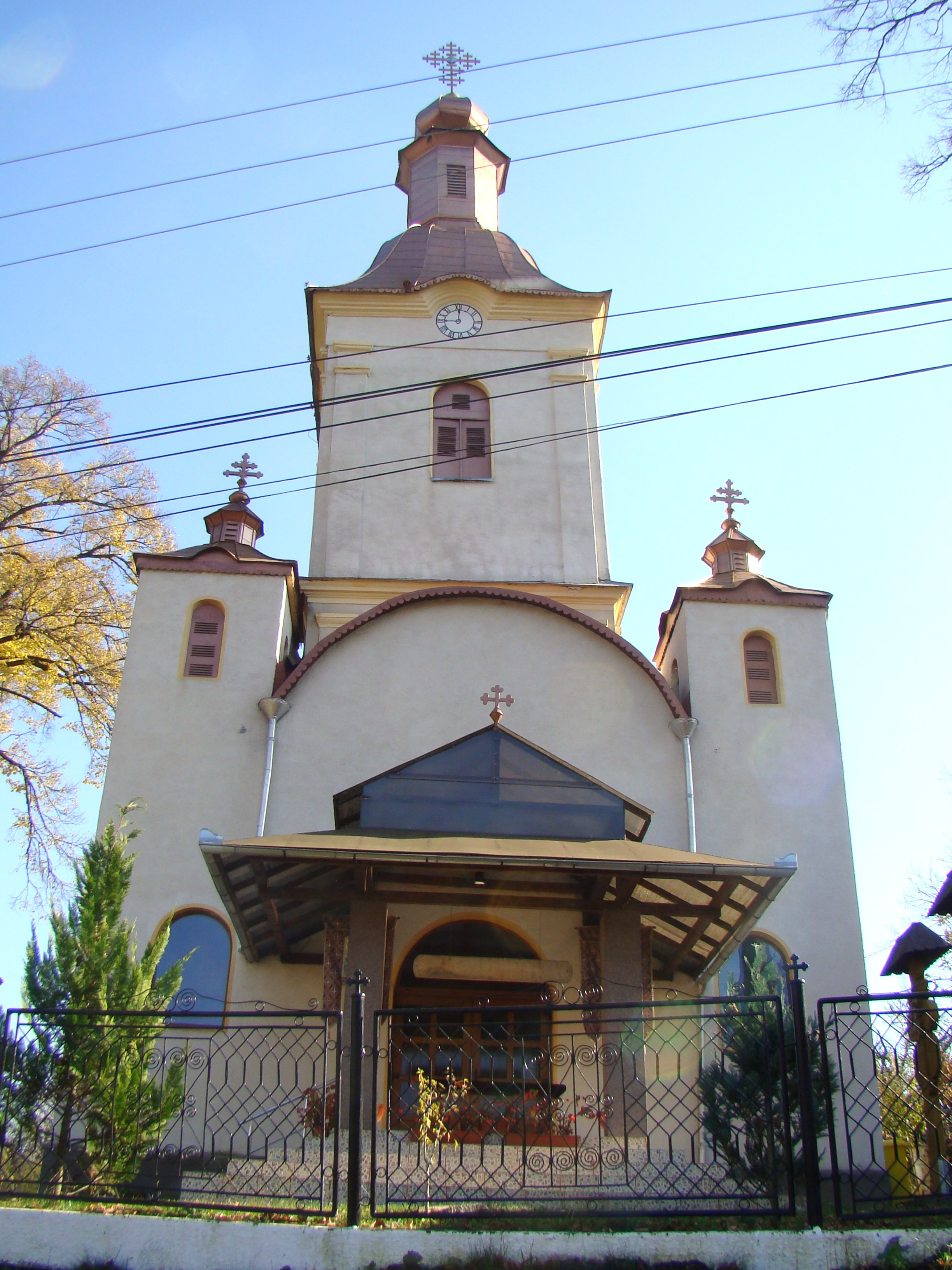
Biserica ortodoxă
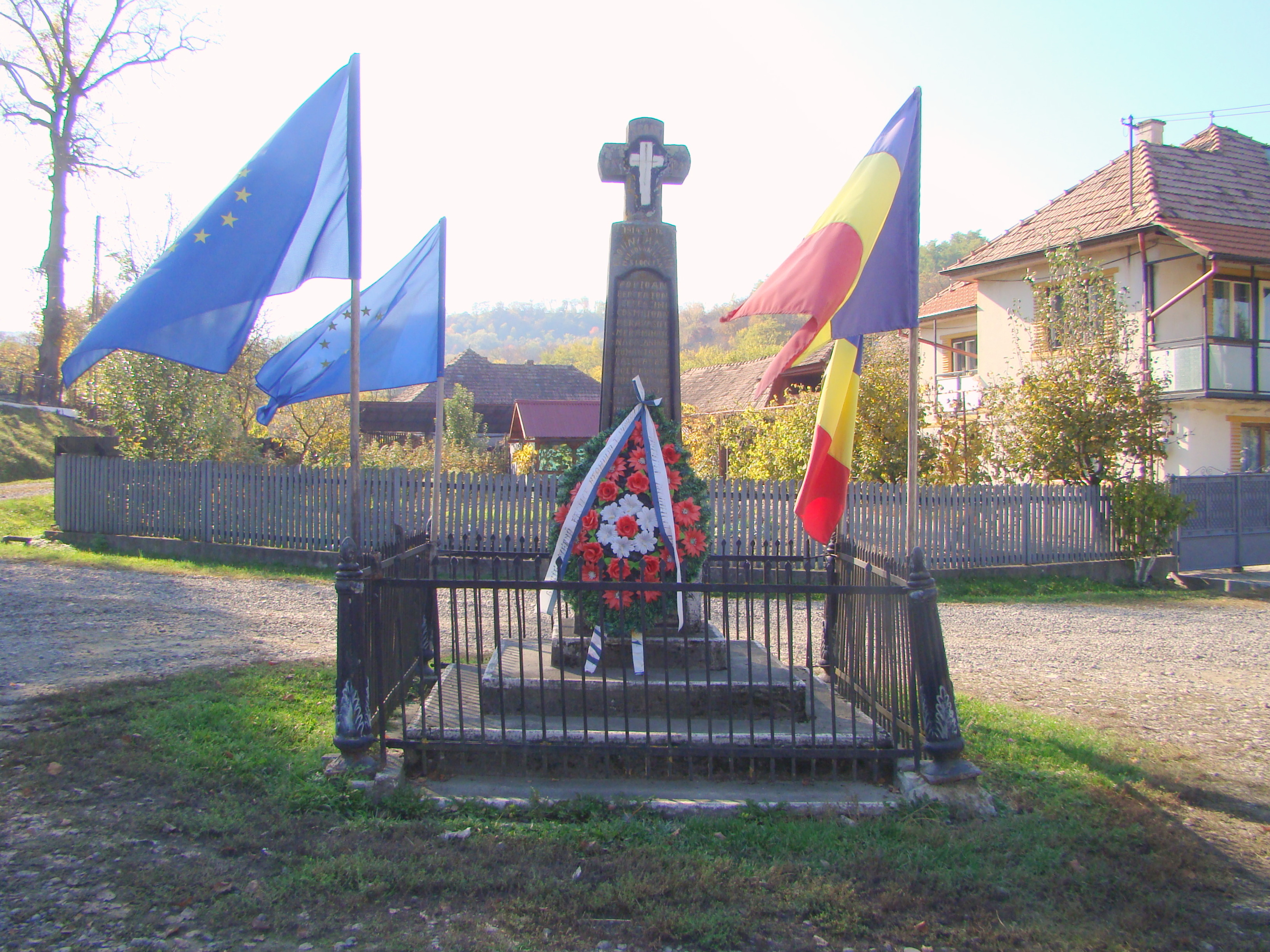
Monumentul eroilor
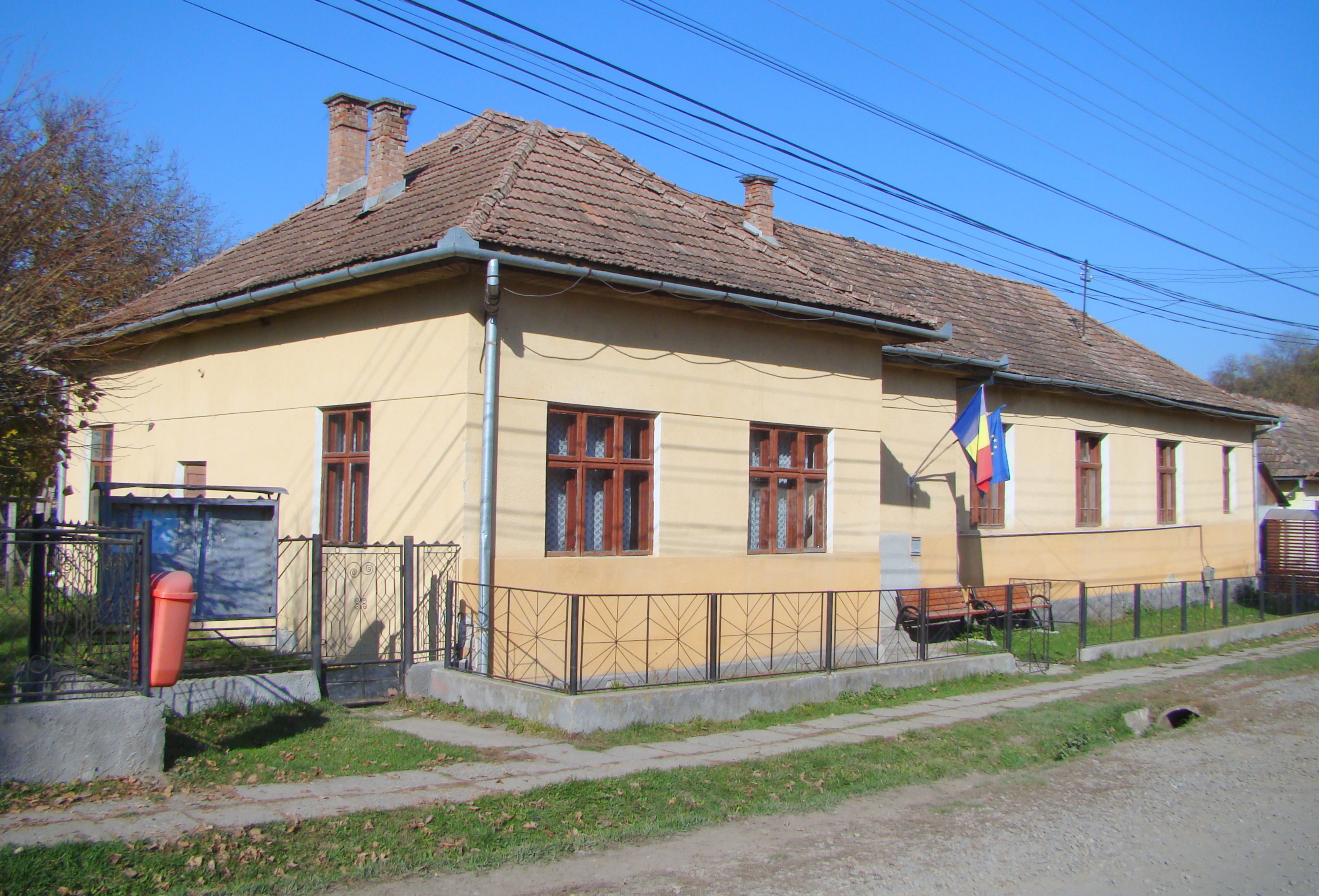
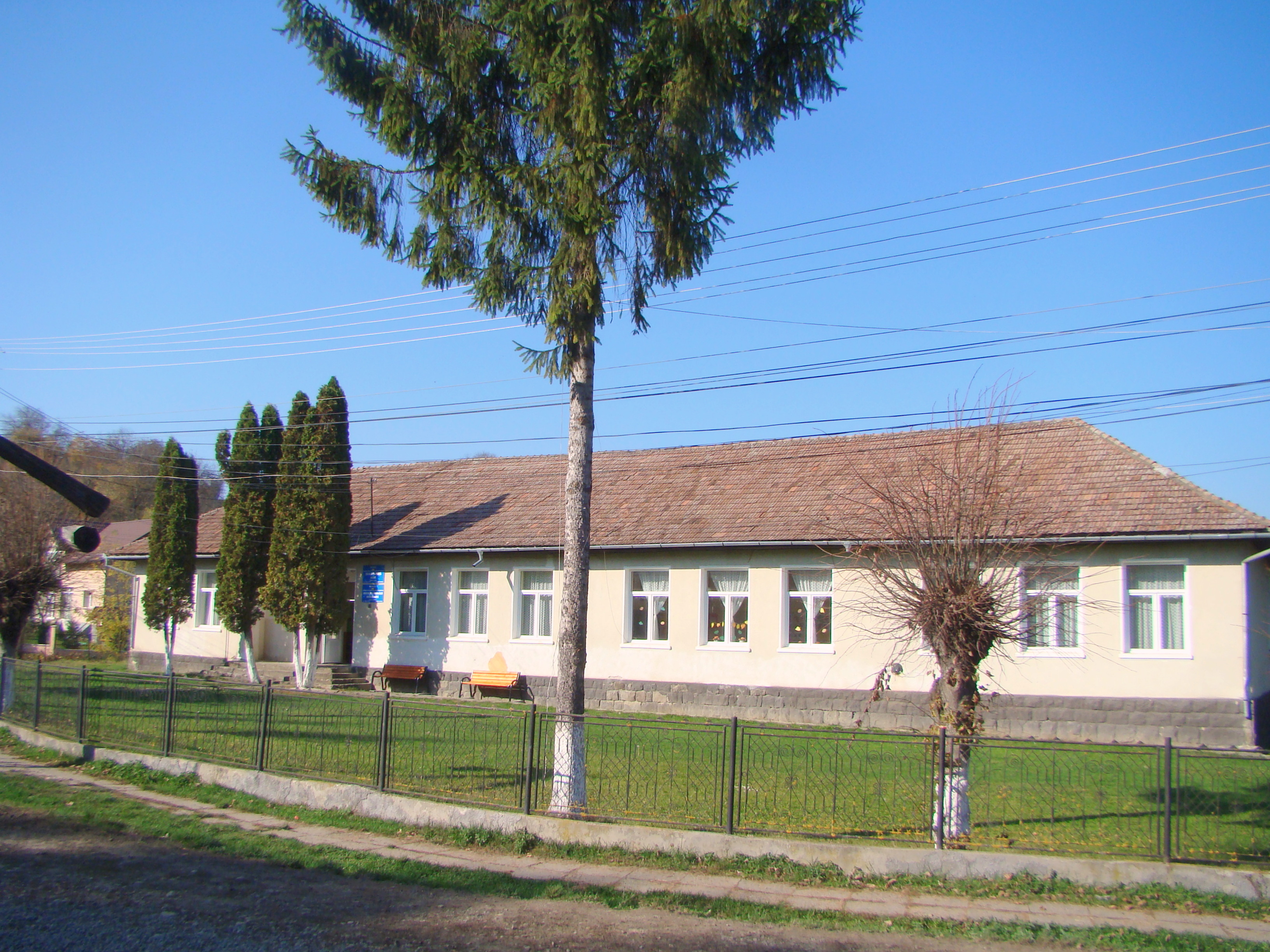
Școala
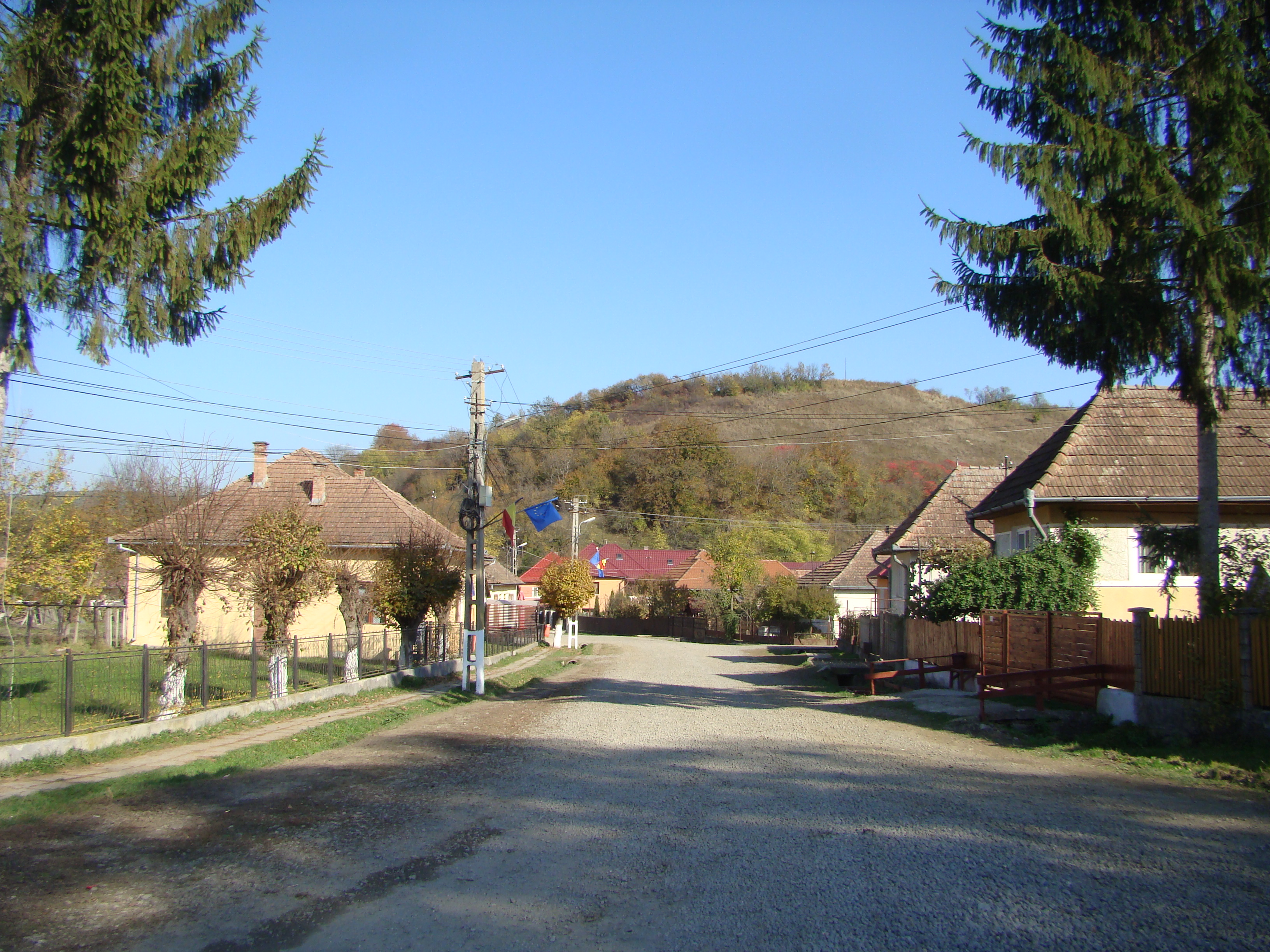